# Dacia 1410 Sport
La Dacia 1410 Sport est un modèle produit par Dacia entre 1983 et 1992. Elle est basée sur la Dacia 1300 et existe en deux modèles: Dacia 1310 Sport avec un moteur de 1 289 cm3 et 54 ch et Dacia 1410 Sport avec un 1 397 cm3 de 65 ch. L'empattement est raccourci de 20 cm et la lunette est constitué d'un parebrise. La première version dispose de portes avant simplement réduites en hauteur (vitre) jusqu'à 1985, année où la boîte cinq vitesses apparait sur la 1410 Sport. La seconde possède des portes allongées de 15 cm.

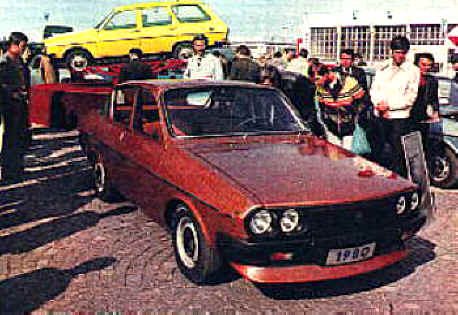
Dacia Brasovia, annonçant la 1410